# Didrik Bastian Juell
Didrik Batsian Juell né le 22 février 1990 à Oslo est un skieur acrobatique norvégien spécialiste du skicross.

## Carrière
En activité depuis 2009, il devient champion du monde junior en 2010 et monte sur son premier podium de Coupe du monde en janvier 2012 aux Contamines.

## Palmarès

### Jeux olympiques
| Édition/Discipline | Skicross |
| JO 2014            | 15e      |

### Championnats du monde
| Édition/Discipline | Skicross |
| Mondiaux 2011      | 29e      |
| Mondiaux 2013      | 30e      |

### Coupe du monde
- Meilleur classement au général : 27e 2012.
- Meilleur classement du skicross : 8e en 2012.
- 3 podiums.